# Cătălina Ponor
Cătălina Ponor (Costanza, 20 agosto 1987) è un'ex ginnasta rumena.
Inizia ad allenarsi con la squadra nazionale rumena nel 2002 e vince numerose medaglie. Sia ai Giochi olimpici di Atene 2004 sia agli Europei di Amsterdam 2004 vince tre medaglie d'oro: alla trave, al corpo libero e nel concorso a squadre.
Dopo aver vinto la medaglia d'oro alla trave agli Europei di Volo 2006, Cătălina decide di ritirarsi momentaneamente a causa di un infortunio. Nel dicembre 2007, a meno di un anno dalle Olimpiadi di Pechino, annuncia il suo ritiro dalla competizione agonistica a causa di ricorrenti problemi fisici.
Ripresasi dagli infortuni, torna ad allenarsi nel 2011 e partecipa ai campionati nazionali, dove vince la medaglia d'oro alla trave (insieme ad Ana Porgras) e al volteggio, oltre a conquistare l'argento al corpo libero.
Dopo il nuovo momentaneo ritiro nel 2012, ha iniziato a disegnare una linea di body da ginnastica artistica per Decathlon. Nel 2015 ha deciso di tornare a gareggiare, vincendo due medaglie di bronzo alla trave e al corpo libero durante gli Europei di Berna 2016, oltre a disputare la sua terza Olimpiade a Rio de Janeiro 2016. Si è ritirata definitivamente nel 2017.

## Carriera

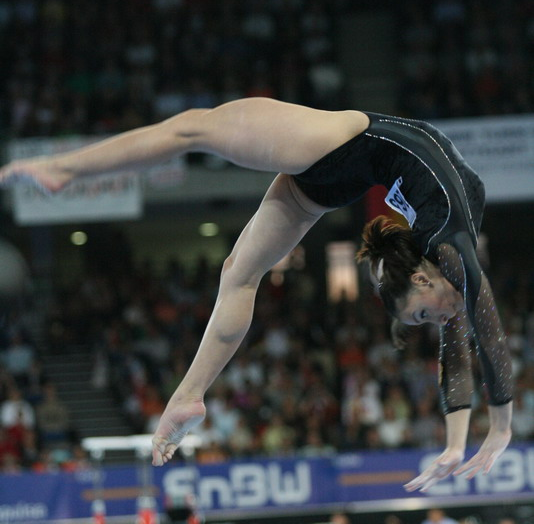
Cătălina Ponor ai Mondiali di Stoccarda 2007

La Ponor inizia a praticare la ginnastica artistica all'età di 4 anni.
Nel 2002, all'età di 15 anni, viene scoperta grazie ad un video in cui si allena nella città di Costanza dagli allenatori della squadra nazionale rumena Octavian Bellu e Mariana Bitang. Si trasferisce a Deva, luogo in cui si svolgono gli allenamenti della Nazionale.
La Ponor non ha mai fatto gare nella nazionale juniores: la sua prima gara internazionale è stata con la nazionale senior, in una gara tra Italia, Francia e Romania.
Nel 2003, Cătălina viene scelta per far parte della squadra che parteciperà ai Campionati Mondiali di Anaheim, dove vince l'argento con la squadra rumena, alla trave e al corpo libero.
Nel 2004 viene convocata per partecipare alle olimpiadi di Atene dove vince ben tre ori nella gara a squadre, alla trave e al corpo libero.

### 2004: campionati europei di Amsterdam
La sua stagione agonistica inizia a marzo con la gara di Coppa del Mondo svoltasi a Cottbus, Germania. Con delle ottime prestazioni, 9.700 alla trave e 9.575 al corpo libero, si posiziona rispettivamente al primo e secondo posto. Successivamente, prende parte alla finale di Coppa del Mondo a Birmingham, Inghilterra dove vince una medaglia d'argento al corpo libero e un oro alla trave.
L'ultima importante gara prima delle Olimpiadi di Atene sono i Campionati Europei di Amsterdam. Qui, Catalina aiuta la squadra rumena a vincere il concorso a squadre. Nelle finali individuali, vince altre due medaglie d'oro: una alla trave (9.725) e una al corpo libero (9.637).

#### Olimpiadi di Atene 2004
In agosto, Catalina compete alle Olimpiadi Estive di Atene, in Grecia. Contribuisce, con 9.412 al volteggio, 9.762 alla trave e 9.750 al corpo libero, alla vittoria della medaglia d'oro nel concorso generale a squadre. Nelle finali ad attrezzo, si posiziona al primo posto alla trave (9.787) e al corpo libero (9.750). Al termine della gara ha affermato: "Sono molto felice delle mie medaglie. Oggi il mio sogno è diventato realtà. Voglio ringraziare i miei allenatori per il coraggio che mi hanno dato durante la competizione e per la preparazione. L'atmosfera è stata magnifica, unica."
La Ponor è la terza ginnasta, dopo la connazionali Nadia Comăneci (1976) e Daniela Silivaș (1988), ad aver vinto tre medaglie d'oro in un'unica Olimpiade.

### Problemi fisici e ritiro nel 2007
Nel giugno 2005 Ponor prende parte ai campionati europei che si sono svolti a Debrecen, in Ungheria. Si piazza al primo posto alla trave col punteggio 9.737 e quarta al corpo libero col punteggio 9.200. In autunno vince poi la medaglia di bronzo alla trave (9.500) ai Mondiali di Melbourne 2005.
Nel marzo 2006 partecipa alla World Cup di Cottbus piazzandosi al sesto posto nella finale del corpo libero col punteggio 13.250. Il mese successivo, agli Europei di Volo, in Grecia, vince la medaglia d'oro alla trave (15.800) e quella di bronzo al corpo libero (14.600).
Nel 2007 Ponor inizia ad allenarsi nuovamente con Mariana Bitang, affermando: "Lei è l'unica persona in grado di riportarmi alla forma in cui ero. Lei è l'unico allenatore che può guidarmi a un titolo mondiale e un altro titolo olimpico." Bitang ha poi aggiunto: "L'abbiamo vista molto determinata, e siamo stati molto sorpresi di vedere la sua fame per la competizione".
A luglio Ponor gareggia ai campionati nazionali rumeni laureandosi campionessa al volteggio (15.062) e alla trave (16.500). Due mesi dopo partecipa ai Mondiali di Stoccarda 2007, contribuendo al terzo posto ottenuto dalla nazionale rumena e giungendo al quarto posto alla finale della trave col punteggio 15.700.
Nel mese di dicembre Catalina Ponor annuncia il suo ritiro a causa dei continui infortuni, inclusi problemi al ginocchio.

### Rientro nel 2011

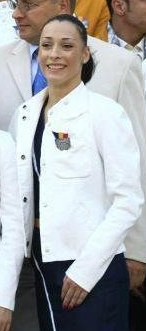
Cătălina Ponor nel 2010

Nel marzo 2011 Ponor inizia ad allenarsi nuovamente con la nazionale rumena, insieme agli allenatori Octavian Bellu e Mariana Bitang appena ritornati in nazionale.
Agli inizi di agosto la ginnasta si è dovuta sottoporre a una piccola procedura medica per curare una cardiopatia congenita che le causava una aritmia, tornando ad allenarsi durante la stessa settimana. Al riguardo Ponor ha affermato: "Avevo un problema congenito con il quale sono nata, ma sono andata dal dottore e tutto è a posto". A fine del mese prende parte ai campionati nazionali rumeni piazzandosi al secondo posto alla trave col punteggio 15.775 e al terzo posto al corpo libero col punteggio 14.625.
A ottobre Ponor compete ai campionati mondiali di Tokyo 2011. Nella gara a squadre contribuisce al quarto posto della Romania con i punteggi 14.933 al volteggio, 15.166 alla trave e 14.633 al corpo libero, mentre nel concorso individuale si posiziona al settimo posto nella finale della trave col punteggio 14.241.

### 2012: successo agli Europei di Bruxelles
A marzo Ponor partecipa all'evento di Coppa del Mondo ospitato a Doha, in Qatar, piazzandosi al primo posto alla trave (15.300) e al corpo libero (15.275).
A maggio contribuisce a far vincere alla squadra rumena l'oro ai Campionati Europei di Bruxelles. Individualmente si qualifica per la finale al corpo libero e alla trave. Vince l'oro alla trave e l'argento al corpo libero, dietro alla connazionale e medaglia d'argento alla trave Larisa Iordache.
Nel mese di giugno, all'evento di Coppa del Mondo disputato a Gand, in Belgio, vince la finale della trave (15.025).
Agli inizi di luglio partecipa ad un quadrangolare con Italia, Francia e Germania. La nazionale rumena vince il concorso a squadre con un sorprendente 180.200, staccando la seconda classificata (Italia 169.450) di oltre 10 punti.

#### Olimpiadi di Londra 2012
Insieme alle connazionali Diana Bulimar, Sandra Izbașa, Diana Chelaru e Larisa Iordache entra a far parte della squadra olimpica che parteciperà ai Giochi della XXX Olimpiade.
Il 29 luglio, con la giornata di qualificazione femminile, inizia la sua avventura olimpica. Compete in tutti e quattro gli attrezzi e contribuisce a far qualificare la squadra rumena al quarto posto, con un complessivo di 176.264, dietro la Cina terza classificata di qualche decimo (176.637). Individualmente svolge dei buoni esercizi alla trave (15.033) e al corpo libero (14.600), dove si qualifica per le finali rispettivamente all'ottavo e settimo posrto.
Il 31 luglio compete a volteggio e corpo libero per la finale a squadre. Con degli altissimi punteggi, 15.100 al volteggio e 15.200 al corpo libero, vince il bronzo insieme alla squadra rumena, che è presente sul podio olimpico dalle Olimpiadi di Montréal 1976.
Il 7 agosto partecipa alla finale alla trave e al corpo libero. Nel primo attrezzo ottiene un punteggio di 15.066 e si posiziona al terzo posto, davanti alla quarta classificata Alexandra Raisman. Ma i due coordinatori degli Stati Uniti, Márta e Béla Károlyi, chiedono il ricorso per un elemento di difficoltà non valutato alla statunitense e i giudici le attribuiscono un decimo in più. Con 15.066, la Raisman riesce a salire sul gradino più basso del podio, facendo scivolare Catalina al quarto posto. Al corpo libero vince l'argento (15.200 punti), sempre dietro ad Alexandra Raisman.
Decide di ritirarsi subito dopo le Olimpiadi affermando di aver concluso la carriera senza alcun rimpianto, se non quello di non aver mai vinto una medaglia d'oro ai Mondiali.

### 2015: nuovo ritorno alle gare
Nel febbraio del 2015, la Ponor si è registrata per il controllo anti-doping all'interno della Federazione Internazionale di Ginnastica, suggerendo un suo possibile ritorno alla competizione agonistica. Annuncia ufficialmente il suo ritorno a inizio marzo, dichiarando in un'intervista di rischiare il più grosso fallimento nella sua carriera. Non ha potuto competere ai I Giochi europei di Baku, in Azerbaigian, in quanto non ancora eleggibile.
Nel mese di settembre Ponor ha fatto il suo ritorno alla competizione partecipando a un incontro amichevole tra la Romania e la Francia, contribuendo al primo posto ottenuto dalla squadra rumena.

### Olimpiadi di Rio de Janeiro 2016
A inizio giugno Cătălina Ponor partecipa agli Europei di Berna 2016. Nella gara a squadre giunge al sesto posto con la Romania e si qualifica per le finali alla trave e al corpo libero, vincendo in entrambe le specialità la medaglia di bronzo rispettivamente con i punteggi 14.266 e 14.466.
Il 6 luglio viene inserita nella selezione rumena che prenderà parte alle Olimpiadi di Rio de Janeiro 2016, e viene anche designata come portabandiera della Romania durante la cerimonia di apertura dei Giochi. Ponor non riesce a centrare la finale al corpo libero, piazzandosi quattordicesima alle qualificazioni col punteggio 14.200, mentre riesce ad accedere alla finale alla trave con il quinto posto (14.900). Nella finale alla trave si piazza settima col punteggio 14.000.

### 2017: campionessa europea alla trave e ritiro
Ponor continua a gareggiare nel 2017, con la speranza di partecipare ai campionati europei ospitati dalla Romania. Inizia l'anno aggiudicandosi i titoli alla trave e al corpo libero alla Coppa del Mondo di Baku. Una settimana dopo, il 23 marzo, vince la medaglia d'argento alla trave alla Coppa del Mondo di Doha.
Ai campionati europei svolti a Cluj-Napoca compete alla trave e al corpo libero: manca la finale al corpo libero ma riesce a conquistare la medaglia d'oro alla trave davanti all'olandese Eythora Thorsdottir e alla connazionale Larisa Iordache.
Nel mese di ottobre Ponor disputa i Mondiali di Montréal. Non riesce a superare la fase di qualificazione, classificandosi 26ª alla trave col punteggio 12.233 e 14ª al corpo libero con 13.266 punti.
Dopo avere preso parte al Mexico Open 2017 a Città del Messico, dove vince la medaglia d'argento nel concorso individuale, nel mese di novembre Ponor annuncia il suo ritiro ufficiale dall'attività agonistica per la quarta volta.